# Rystraumen
Der Rystraumen (auch Storstraumen, Rya, Ryøystraumen und nordsamisch Rávdnji) ist eine schmale Meerenge südwestlich von Tromsø im Fylke (Provinz) Troms in Nord-Norge, Norwegen. Er befindet sich, auf dem Gebiet der Stadtgemeinde Tromsø, am Ostende des Straumsfjords zwischen der großen Insel Kvaløy im Norden und dem norwegischen Festland im Süden. Er ist benannt nach der kleinen, mitten im Sund gelegenen Insel Ryøy.

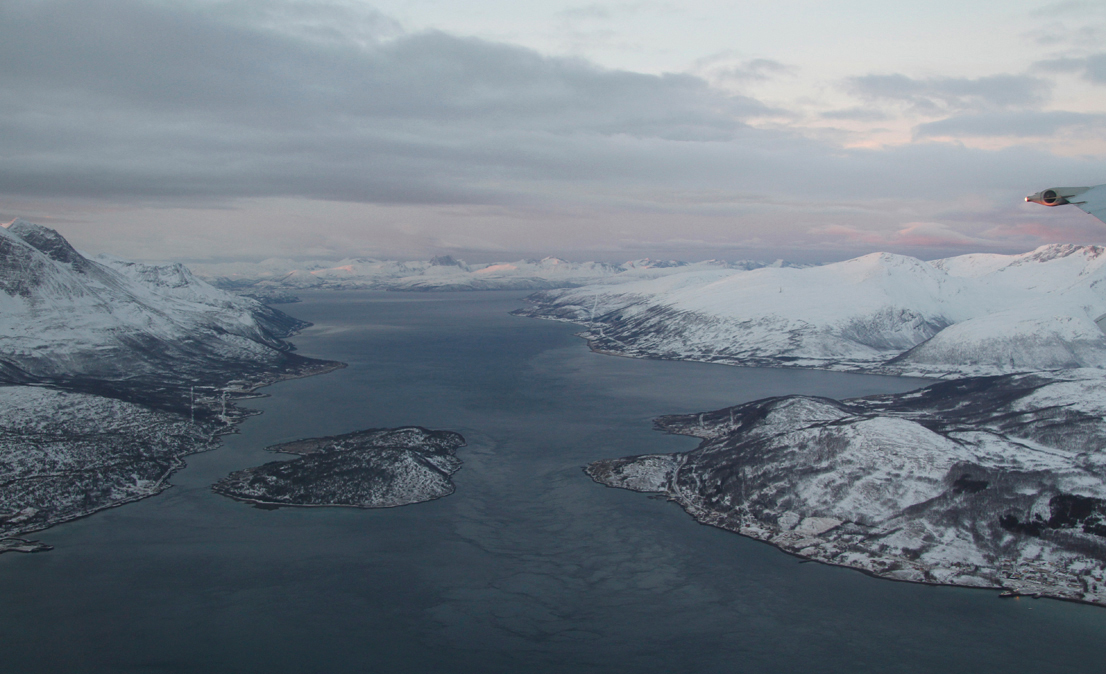
Blick von Osten auf den Rystraumen und den Straumsfjord; zwischen Storstraumen (rechts) und Litjestraumen (links) die Insel Ryøy; ganz rechts die Insel Kvaløy

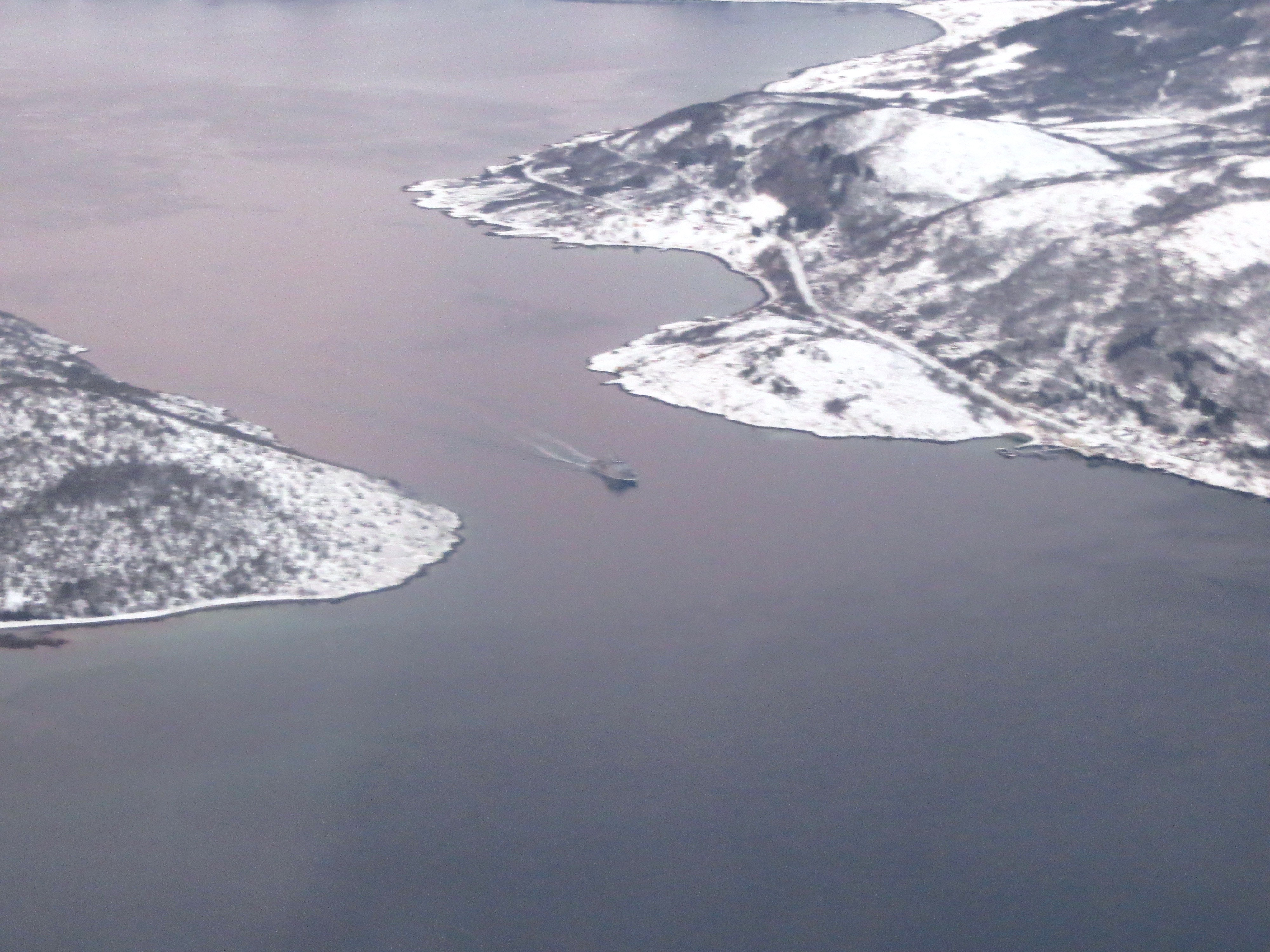
Ein Schiff passiert den Storstraumen zwischen den Inseln Ryøy (links) und Kvaløy

## Der Sund
Wenige Kilometer bevor der Straumsfjord im Osten in den Balsfjord einmündet, teilt ihn die Insel Ryøy, etwa 2,1 km lang und 0,9 km breit, in zwei Arme, den Storstraumen im Norden und den Litjestraumen im Süden der Insel. Gemeinsam werden die beiden Arme als Rystraumen bezeichnet, aber diese Bezeichnung wird auch als Synonym für den Storstraumen gebraucht. Der Litjestraumen ist nur knapp 200 m breit und an seiner flachsten Stelle weniger als 5 m tief. Der Storstraumen hingegen ist etwa 500 m breit und in der Mitte mehr als 50 m tief und durch ihn verläuft die Hauptschifffahrtsstraße für den Küstenverkehr zwischen Harstad und Tromsø, die aus dem Gisund kommend durch den Straumsfjord zum
Balsfjord und dann in diesem weiter nach Tromsø führt. Da der Straumsfjord westlich von Ryøy erheblich tiefer und auch breiter ist, drängt sich das Wasser beim Gezeitenwechsel durch den Rystraumen und erreicht an dieser Engstelle eine Geschwindigkeit von bis zu 6 Knoten, laut manchen Angaben sogar bis zu 8 Knoten.

## Ryatunnel
Etwa 3 km östlich der Insel führt der am 29. September 2011 freigegebene, 2675 m lange, zweispurige Ryatunnel mit der Fv858 unter dem Ostende des Sunds hindurch.

## Meeresschutzgebiet
Seit September 2007 ist ein Gebiet von insgesamt 17 Quadratkilometern im und am Rystraumen ein Forschungs- und Schutzgebiet der Kategorie Strömungsgebiete im Nationalen Meeresschutzplan (Nasjonal marin verneplan), schützenswert wegen der in Anbetracht der starken Strömungen bemerkenswert reichen sessilen Fauna (Schwämme, Nesseltiere, Muscheln, Moostierchen und Seescheiden).